# Перезапалювання
Перезапа́лювання — газовий розряд в розрядних лампах високого тиску — процес, що вимагає особливі умови для запалення і горіння. У разі вимкнення лампи для перезапалювання потрібно, щоб вона остигнула, оскільки напруга, потрібна для запалення гарячої лампи, вище, ніж напруга живлення, або імпульс запалюючого пристрою. Час, необхідний для перезапалювання, менший ніж час, що затрачається при першому запаленні. В наш час, на початку 2000-х років, випускаються газорозрядні натрієві і металогалогенові лампи спеціальної конструкції, що дозволяють миттєве перезапалювання.